# Sarpsborg
Sarpsborg er en by og en kommune i Østfold fylke på Østlandet, Norge. Sarpsborg har 60.000 indbyggere og er en del af regionen Nedre Glomma, hvor Fredrikstad/Sarpsborg er vokset sammen til Norges sjette største byområde. Mod nord grænser kommunen til Våler og Skiptvet, mod øst til Rakkestad og Halden, mod vest til Fredrikstad og Råde, og mod syd til Hvaler. Sarpsborg var kortvarigt en del af Viken fylke som blev etableret 1. januar 2020, men opløst fra 1. januar 2024.
Floden Glomma og Sarpefossen, Europas største vandfald, har været afgørende for byens vækst. I 2016 fejrede Sarpsborg sit 1000-årsjubilæum, og byens navn er sammensat af fossens navn og Borg, som var navnet grundlæggeren, kong Olav den hellige, gav stedet i 1016. Kongen sejlede op ad Glomma, men måtte standse ved vandfald. Senere blev vandfald grundlaget for Borregaards og Hafslunds savværker og fabrikker, og byen blev kendt som en industriby. Øst for Sarpsborg centrum strækker Borregaards fabrikker sig langs fire kilometer af flodbredden.

## Industri
Sarpsborg er en industriby, hvor store internationale koncerner som Borregaard har hovedsæde. En af Norges største industrikoncerner, Orkla ASA, har formelt hovedsæde i Sarpsborg. Det ikke ukendte navn i Norge, Sefa, har sin oprindelse i Sarpsborg Elektriske Fabrikker (S.E.Fa). Denne fabrik producerede det i Norge kendte "Sarpsborgkomfuret".
Sarpsborg Pap & Papirfabrik, senere Sarpsborg Papp ("Pappen"), nu Peterson Sarpsborg, blev også tidligere regnet som en stor virksomhed i kommunen. Ejerne af Sarspborg Papp etablerede også Glomma Papp, som i dag fremstår som en af landets ledende emballagefabrikker.

## Historie
Sarpsborg by, Norges tredjeældste by, blev grundlagt med navnet Borg i 1016 af Olav den Hellige. Borg var fra sin grundlæggelse og frem til kongens fald i 1030 Norges hovedstad. Den blev brændt ned og totalskadet af svenskerne i 1567. Indbyggerne valgte da at flytte nærmere havet langs Glomma og dannede en ny by, som i 1569 fik navnet Fredriksstad, opkaldt efter den daværende kong Frederik II. Senere har man fjernet genitivformen, sådan at den i dag hedder Fredrikstad.
Fra 1837 var Sarpsborg en del af Tune herred, men i 1839 blev Sarpsborg skilt ud, og den nye by, som efterhånden var vokset til på den gamle plads, fik bystatus.
Sarpsborg er også et "prestegjeld" og navnet på et provsti i Den norske kirke.

## Relationer
Sarpsborg er venskabsby med Betlehem, Berwick-Upon-Tweed (Storbritannien), Södertälje (Sverige), Grand Forks (USA), Struer (Danmark) og Forssa (Finland). Sarpsborg forærede i 1948 kunstværket "Sarpsborgpigen" udført af Kåre Orud som gave til sin danske venskabsby Struer. Skulpturen er opstillet på havnen i Struer.

## Tusindårssted
Kommunens tusindårssted er Sarpsborg Torv, som er centralt placeret i byen. Der blev lavet planer og en model over, hvordan man ønskede, at torvet skulle se ud. Denne proces er endnu ikke færdig.

## Landsbyer og bydele
- Hasle
- Sarpsborg
- Ise
- Skjeberg
- Alvim
- Greåker
- Grålum
- Borgen
- Yven
- Høysand
- Agnalt
- Varteig
- Tune
- Hafslund
- Gleng
- Lande
- Valaskjold
- Kurland

## Seværdigheder
- Sarpefossen, Europas største vandfald med en normal vandføring på 577 kubikmeter pr. sekund
- Kulåsparken, bypark med udendørs sommerkoncerter
- Hafslund hovedgård, herregård med park, hvor der blev afholdt klimakonferencer i 2008 og 2009
- Høysand, badestrand ved E6 med kiosker, minigolfbaner og campingplads
- Storedal Kultursenter, oplevelsescenter særligt for synshæmmede
- Borgarsyssel museum, Østfolds amtsmuseum med 36 historiske bygninger
- Eventyrfabrikken, Østfolds største legeland
- Inspiria Science Center, Østfolds største videncenter ved E6
- Superland, aktivitetsanlæg ved E6 med badeland, skøjtebane og klatrevæg
- Sparta Amfi, Norges første skøjtehal
- Sarpsborg stadion, fodboldkampe i Tippeligaen og kunstfrossen skøjtebane
- Kjerringåsen Alpinsenter, Østfolds største ski- og langrendsanlæg med kunstsne
- Østfold Golfsenter, Skandinaviens største indendørs golfsenter
- Golfbanerne Skjeberg (18 huller), Borregaard (9 huller) og Øya (9 huller)
- Indkøbscentrene Storbyen, Amfi Borg, Iseveien Senter, Stopp Tune og Tune Handelspark